# Ione (Washington)
Ione is een plaats (town) in de Amerikaanse staat Washington, en valt bestuurlijk gezien onder Pend Oreille County.

## Demografie
Bij de volkstelling in 2000 werd het aantal inwoners vastgesteld op 479.
In 2006 is het aantal inwoners door het United States Census Bureau geschat op 508, een stijging van 29 (6.1%).

## Geografie
Volgens het United States Census Bureau beslaat de plaats een oppervlakte van
1,5 km², waarvan 1,4 km² land en 0,1 km² water. Ione ligt op ongeveer 637 m boven zeeniveau.

## Plaatsen in de nabije omgeving
De onderstaande figuur toont nabijgelegen plaatsen in een straal van 44 km rond Ione.